# Am Markt 2 (Korschenbroich)

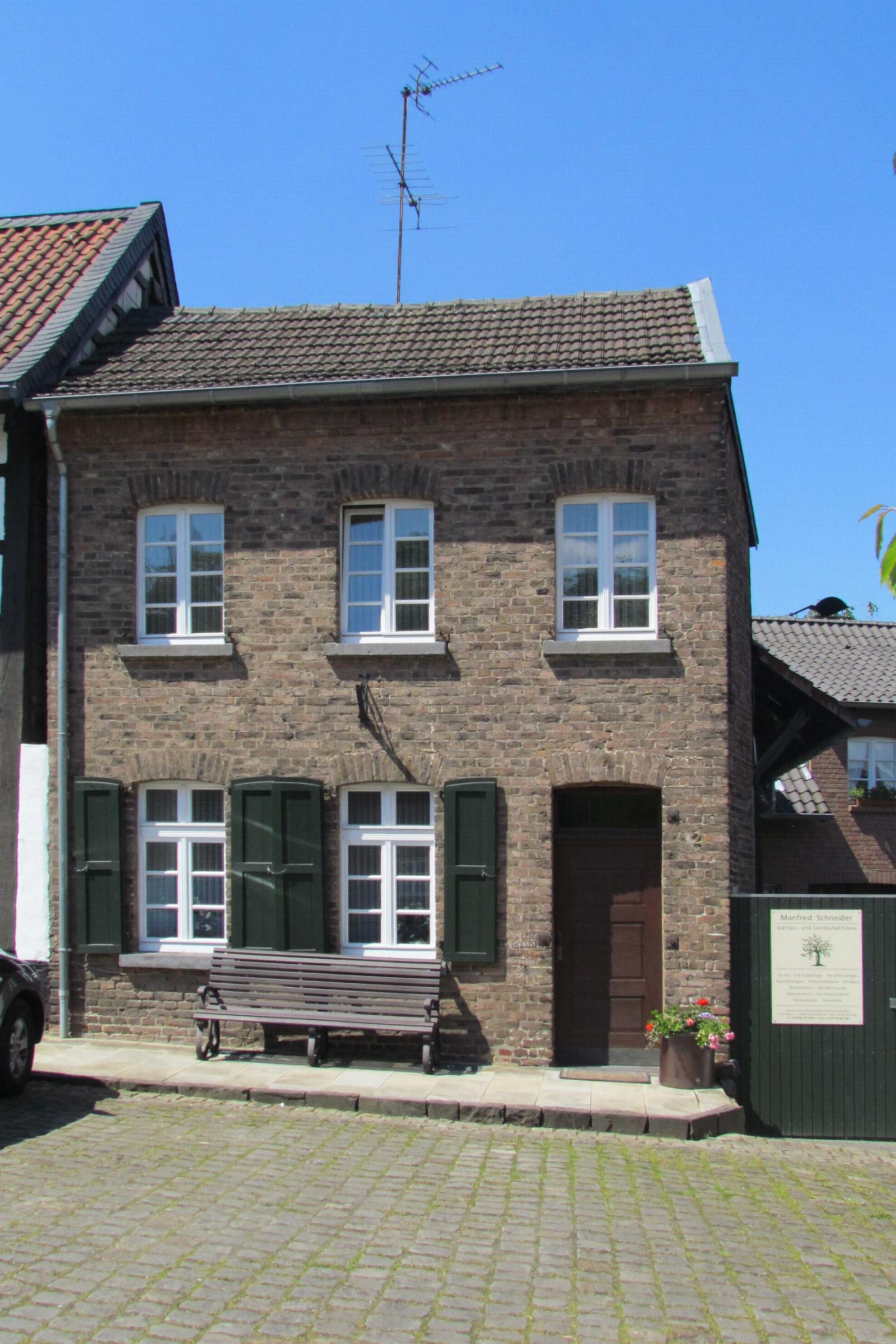
Backsteinbau

Das Backsteinhaus Am Markt 2 steht im Stadtteil Liedberg in Korschenbroich im Rhein-Kreis Neuss in Nordrhein-Westfalen.
Das Gebäude wurde im 19. Jahrhundert erbaut und unter Nr. 140 am 10. Juni 1987 in die Liste der Baudenkmäler in Korschenbroich eingetragen.

## Architektur
Bei dem Denkmal handelt es sich um ein zweigeschossiges traufenständiges Backsteinwohnhaus. Das Haus ist auf das 19. Jahrhundert zu datieren. Das Gebäude „Am Markt 2“ stellt als Bestandteil des denkmalwerten Ensembles des historischen alten Marktes ein Denkmal dar. Liedberg und insbesondere auch der noch vorhandene Markt haben für die Stadtgeschichte von Korschenbroich heimatgeschichtliche Bedeutung.